# Panathinaikos Athlitikos Omilos
Panathinaikos Athlitikos Omilos (deutsch ‚Gesamt-Athener Sportklub‘, Kurzform PAO, griechisch Παναθηναϊκός Αθλητικός Όμιλος anhörenⓘ, ΠΑΟ) ist mit über 20 Sportabteilungen der größte und über 1.800 Titeln der erfolgreichste Sportverein Griechenlands. Die der vier Ballsportarten Baseball, Basketball, Fußball und Volleyball werden in den zugehörigen Artikeln
- Panathinaikos Athen (Baseball)
- Panathinaikos Athen (Basketball)
- Panathinaikos Athen (Fußball)
- Panathinaikos Athen (Volleyball)

behandelt, dieser Artikel hier beschäftigt sich mit den weiteren Abteilungen des Vereins, wie (u. a.) für Wasserball, Tischtennis, Gewichtheben, Boxen, Leichtathletik, Radfahren oder auch Ringen.
Der in Athen ansässige Verein wurde 1908 gegründet. Das Wappen beinhaltet ein (grünes) dreiblättriges Kleeblatt.

## Geschichte

Briefmarke der griechischen Post ELTA mit dem Vereinslogo von PAO

Der junge Giorgos Kalafatis versammelte im Herbst 1908 in Athen etwa 40 Sportler um sich, um einen Sportverein zu gründen. Dieser sollte auch Fußball anbieten, was in dieser Zeit in anderen Vereinen bis dahin nicht gelungen war, da die damalige Gesellschaft dem Fußballsport nichts abgewinnen konnte. Der neu gegründete Verein wurde Podosferikos Omilos Athinon (POA) genannt und ist der Vorläufer des heutigen Fußballvereins.
Erster Präsident des neu gegründeten Vereins war Alexandros Kalafatis, welcher der ältere Bruder von Giorgos war, der die Position des Trainers und Kapitäns der Mannschaft einnahm. 1910 wurde der Verein in Panellinios Podosferikos Omilos (PPO) umbenannt, bevor er nur acht Jahre später 1918 wiederum seinen Namen änderte und nun Panellinios Podosferikos kai Agonistikos Omilos (PPAO) hieß. In der Zwischenzeit traten dem Verein drei seiner größten Athleten seiner Geschichte bei. Apostolos Nikolaidis, Loukas Panourgias und Michalis Papazoglou begannen ihre Vereinszugehörigkeit als Sportler, bevor sie später für den Zeitraum von über einem halben Jahrhundert die Geschicke von PAO als dessen Präsidenten lenkten. 1918 wurde neben der Umbenennung auch ein Wechsel der Vereinsfarben beschlossen. Liefen die Spieler bis zu diesem Zeitpunkt noch in Rot und Weiß auf, war es fortan die Farbe Grün, die das Erscheinungsbild von Panathinaikos bis heute prägte. Gleichzeitig wurde das dreiblättrige Kleeblatt von Michalis Papazoglou als Emblem eingeführt.
1919 reiste Giorgos Kalafatis nach Paris, um dort als Mitglied der griechischen Nationalmannschaft an Sportwettbewerben teilzunehmen. Bei seiner Heimreise brachte er außer den ersten professionellen Fußballtrikots das Regelwerk für die Sportarten Basketball und Volleyball mit. Somit wurde Panathinaikos der erste griechische Verein, der diese Sportarten in sein Angebot aufnahm.
1921 übergab die Stadt Athen an den Verein das Gelände, auf dem heute das Apostolos-Nikolaidis-Stadion steht. Während hier nach und nach immer mehr Sportabteilungen gegründet und das Stadion immer weiter ausgebaut wurde, erfolgte am 15. Mai 1924 schließlich die letzte, und noch bis heute gültige, Umbenennung des Vereins in seinen jetzigen Namen Panathinaikos Athlitikos Omilos (PAO).

## Gründung der einzelnen Abteilungen
|                                             | 1908 | 1919 | 1922 | 1924 | 1927 | 1928 | 1929 | 1930 | 1932 | 1933 | 1935 | 1937 | 1946 | 1947 | 1959 | 1960 | 1962 | 1963 | 1965 | 1966 | 1968 | 1969 | 1978 | 1979 | 1980 | 1981 | 1982 | 1985 | 1988 | 1990 | 1992 | 1994 | 2013 | 2014 | 2015 | 2016 | 2017 | 2021 |
| ------------------------------------------- | --- | --- | --- | --- | --- | --- | --- | --- | --- | --- | --- | --- | --- | --- | --- | --- | --- | --- | --- | --- | --- | --- | --- | --- | --- | --- | --- | --- | --- | --- | --- | --- | --- | --- | --- | --- | --- | --- |
| Aktive Abteilungen                          | | | | | | | | | | | | | | | | | | | | | | | | | | | | | | | | | | | | | | |
| Fußball (Herren)                            | | | | | | | | | | | | | | | | | | | | | | | | | | | | | | | | | | | | | | |
| Volleyball (Herren)                         | | | | | | | | | | | | | | | | | | | | | | | | | | | | | | | | | | | | | | |
| Leichtathletik                              | | | | | | | | | | | | | | | | | | | | | | | | | | | | | | | | | | | | | | |
| Basketball (Herren)                         | | | | | | | | | | | | | | | | | | | | | | | | | | | | | | | | | | | | | | |
| Tischtennis                                 | | | | | | | | | | | | | | | | | | | | | | | | | | | | | | | | | | | | | | |
| Hockey1                                     | | | | | | | | | | | | | | | | | | | | | | | | | | | | | | | | | | | | | | |
| Radsport                                    | | | | | | | | | | | | | | | | | | | | | | | | | | | | | | | | | | | | | | |
| Sportschießen                               | | | | | | | | | | | | | | | | | | | | | | | | | | | | | | | | | | | | | | |
| Schwimmen                                   | | | | | | | | | | | | | | | | | | | | | | | | | | | | | | | | | | | | | | |
| Wasserball (Herren)                         | | | | | | | | | | | | | | | | | | | | | | | | | | | | | | | | | | | | | | |
| Basketball (Damen)                          | | | | | | | | | | | | | | | | | | | | | | | | | | | | | | | | | | | | | | |
| Boxen                                       | | | | | | | | | | | | | | | | | | | | | | | | | | | | | | | | | | | | | | |
| Gewichtheben                                | | | | | | | | | | | | | | | | | | | | | | | | | | | | | | | | | | | | | | |
| Schach                                      | | | | | | | | | | | | | | | | | | | | | | | | | | | | | | | | | | | | | | |
| Wasserspringen                              | | | | | | | | | | | | | | | | | | | | | | | | | | | | | | | | | | | | | | |
| Fechten                                     | | | | | | | | | | | | | | | | | | | | | | | | | | | | | | | | | | | | | | |
| Ringen                                      | | | | | | | | | | | | | | | | | | | | | | | | | | | | | | | | | | | | | | |
| Volleyball (Damen)                          | | | | | | | | | | | | | | | | | | | | | | | | | | | | | | | | | | | | | | |
| Moderner Fünfkampf                          | | | | | | | | | | | | | | | | | | | | | | | | | | | | | | | | | | | | | | |
| Fußball (Frauen)                            | | | | | | | | | | | | | | | | | | | | | | | | | | | | | | | | | | | | | | |
| Bogenschießen                               | | | | | | | | | | | | | | | | | | | | | | | | | | | | | | | | | | | | | | |
| Rugby                                       | | | | | | | | | | | | | | | | | | | | | | | | | | | | | | | | | | | | | | |
| Karate                                      | | | | | | | | | | | | | | | | | | | | | | | | | | | | | | | | | | | | | | |
| Kickboxen                                   | | | | | | | | | | | | | | | | | | | | | | | | | | | | | | | | | | | | | | |
| E-Sport                                     | | | | | | | | | | | | | | | | | | | | | | | | | | | | | | | | | | | | | | |
| Futsal                                      | | | | | | | | | | | | | | | | | | | | | | | | | | | | | | | | | | | | | | |
|                                             | 1908 | 1919 | 1922 | 1924 | 1927 | 1928 | 1929 | 1930 | 1932 | 1933 | 1935 | 1937 | 1946 | 1947 | 1959 | 1960 | 1962 | 1963 | 1965 | 1966 | 1968 | 1969 | 1978 | 1979 | 1980 | 1981 | 1982 | 1985 | 1988 | 1990 | 1992 | 1994 | 2013 | 2014 | 2015 | 2016 | 2017 | 2021 |
| Abteilungen deren Betrieb eingestellt wurde | | | | | | | | | | | | | | | | | | | | | | | | | | | | | | | | | | | | | | |
| Handball (Herren)                           | | | | | | | | | | | | | | | | | | | | | | | | | | | | | | | | | | | | | | |
| Handball (Damen)                            | | | | | | | | | | | | | | | | | | | | | | | | | | | | | | | | | | | | | | |
| Wasserski                                   | | | | | | | | | | | | | | | | | | | | | | | | | | | | | | | | | | | | | | |
| Wasserball (Damen)                          | | | | | | | | | | | | | | | | | | | | | | | | | | | | | | | | | | | | | | |
| Baseball                                    | | | | | | | | | | | | | | | | | | | | | | | | | | | | | | | | | | | | | | |
| Billard                                     | Die Abteilung wurde 1929 gegründet. Der Zeitpunkt der Auflösung ist unbekannt.                                                                  | Die Abteilung wurde 1929 gegründet. Der Zeitpunkt der Auflösung ist unbekannt.                                                                  | Die Abteilung wurde 1929 gegründet. Der Zeitpunkt der Auflösung ist unbekannt.                                                                  | Die Abteilung wurde 1929 gegründet. Der Zeitpunkt der Auflösung ist unbekannt.                                                                  | Die Abteilung wurde 1929 gegründet. Der Zeitpunkt der Auflösung ist unbekannt.                                                                  | Die Abteilung wurde 1929 gegründet. Der Zeitpunkt der Auflösung ist unbekannt.                                                                  | Die Abteilung wurde 1929 gegründet. Der Zeitpunkt der Auflösung ist unbekannt.                                                                  | Die Abteilung wurde 1929 gegründet. Der Zeitpunkt der Auflösung ist unbekannt.                                                                  | Die Abteilung wurde 1929 gegründet. Der Zeitpunkt der Auflösung ist unbekannt.                                                                  | Die Abteilung wurde 1929 gegründet. Der Zeitpunkt der Auflösung ist unbekannt.                                                                  | Die Abteilung wurde 1929 gegründet. Der Zeitpunkt der Auflösung ist unbekannt.                                                                  | Die Abteilung wurde 1929 gegründet. Der Zeitpunkt der Auflösung ist unbekannt.                                                                  | Die Abteilung wurde 1929 gegründet. Der Zeitpunkt der Auflösung ist unbekannt.                                                                  | Die Abteilung wurde 1929 gegründet. Der Zeitpunkt der Auflösung ist unbekannt.                                                                  | Die Abteilung wurde 1929 gegründet. Der Zeitpunkt der Auflösung ist unbekannt.                                                                  | Die Abteilung wurde 1929 gegründet. Der Zeitpunkt der Auflösung ist unbekannt.                                                                  | Die Abteilung wurde 1929 gegründet. Der Zeitpunkt der Auflösung ist unbekannt.                                                                  | Die Abteilung wurde 1929 gegründet. Der Zeitpunkt der Auflösung ist unbekannt.                                                                  | Die Abteilung wurde 1929 gegründet. Der Zeitpunkt der Auflösung ist unbekannt.                                                                  | Die Abteilung wurde 1929 gegründet. Der Zeitpunkt der Auflösung ist unbekannt.                                                                  | Die Abteilung wurde 1929 gegründet. Der Zeitpunkt der Auflösung ist unbekannt.                                                                  | Die Abteilung wurde 1929 gegründet. Der Zeitpunkt der Auflösung ist unbekannt.                                                                  | Die Abteilung wurde 1929 gegründet. Der Zeitpunkt der Auflösung ist unbekannt.                                                                  | Die Abteilung wurde 1929 gegründet. Der Zeitpunkt der Auflösung ist unbekannt.                                                                  | Die Abteilung wurde 1929 gegründet. Der Zeitpunkt der Auflösung ist unbekannt.                                                                  | Die Abteilung wurde 1929 gegründet. Der Zeitpunkt der Auflösung ist unbekannt.                                                                  | Die Abteilung wurde 1929 gegründet. Der Zeitpunkt der Auflösung ist unbekannt.                                                                  | Die Abteilung wurde 1929 gegründet. Der Zeitpunkt der Auflösung ist unbekannt.                                                                  | Die Abteilung wurde 1929 gegründet. Der Zeitpunkt der Auflösung ist unbekannt.                                                                  | Die Abteilung wurde 1929 gegründet. Der Zeitpunkt der Auflösung ist unbekannt.                                                                  | Die Abteilung wurde 1929 gegründet. Der Zeitpunkt der Auflösung ist unbekannt.                                                                  | Die Abteilung wurde 1929 gegründet. Der Zeitpunkt der Auflösung ist unbekannt.                                                                  | Die Abteilung wurde 1929 gegründet. Der Zeitpunkt der Auflösung ist unbekannt.                                                                  | Die Abteilung wurde 1929 gegründet. Der Zeitpunkt der Auflösung ist unbekannt.                                                                  | Die Abteilung wurde 1929 gegründet. Der Zeitpunkt der Auflösung ist unbekannt.                                                                  | Die Abteilung wurde 1929 gegründet. Der Zeitpunkt der Auflösung ist unbekannt.                                                                  | Die Abteilung wurde 1929 gegründet. Der Zeitpunkt der Auflösung ist unbekannt.                                                                  | Die Abteilung wurde 1929 gegründet. Der Zeitpunkt der Auflösung ist unbekannt.                                                                  |
| Turnen                                      | Die Abteilung wurde 1962 gegründet. 1994 konnten bei den Junioren der letzten Titel gewonnen werden. Der Zeitpunkt der Auflösung ist unbekannt. | Die Abteilung wurde 1962 gegründet. 1994 konnten bei den Junioren der letzten Titel gewonnen werden. Der Zeitpunkt der Auflösung ist unbekannt. | Die Abteilung wurde 1962 gegründet. 1994 konnten bei den Junioren der letzten Titel gewonnen werden. Der Zeitpunkt der Auflösung ist unbekannt. | Die Abteilung wurde 1962 gegründet. 1994 konnten bei den Junioren der letzten Titel gewonnen werden. Der Zeitpunkt der Auflösung ist unbekannt. | Die Abteilung wurde 1962 gegründet. 1994 konnten bei den Junioren der letzten Titel gewonnen werden. Der Zeitpunkt der Auflösung ist unbekannt. | Die Abteilung wurde 1962 gegründet. 1994 konnten bei den Junioren der letzten Titel gewonnen werden. Der Zeitpunkt der Auflösung ist unbekannt. | Die Abteilung wurde 1962 gegründet. 1994 konnten bei den Junioren der letzten Titel gewonnen werden. Der Zeitpunkt der Auflösung ist unbekannt. | Die Abteilung wurde 1962 gegründet. 1994 konnten bei den Junioren der letzten Titel gewonnen werden. Der Zeitpunkt der Auflösung ist unbekannt. | Die Abteilung wurde 1962 gegründet. 1994 konnten bei den Junioren der letzten Titel gewonnen werden. Der Zeitpunkt der Auflösung ist unbekannt. | Die Abteilung wurde 1962 gegründet. 1994 konnten bei den Junioren der letzten Titel gewonnen werden. Der Zeitpunkt der Auflösung ist unbekannt. | Die Abteilung wurde 1962 gegründet. 1994 konnten bei den Junioren der letzten Titel gewonnen werden. Der Zeitpunkt der Auflösung ist unbekannt. | Die Abteilung wurde 1962 gegründet. 1994 konnten bei den Junioren der letzten Titel gewonnen werden. Der Zeitpunkt der Auflösung ist unbekannt. | Die Abteilung wurde 1962 gegründet. 1994 konnten bei den Junioren der letzten Titel gewonnen werden. Der Zeitpunkt der Auflösung ist unbekannt. | Die Abteilung wurde 1962 gegründet. 1994 konnten bei den Junioren der letzten Titel gewonnen werden. Der Zeitpunkt der Auflösung ist unbekannt. | Die Abteilung wurde 1962 gegründet. 1994 konnten bei den Junioren der letzten Titel gewonnen werden. Der Zeitpunkt der Auflösung ist unbekannt. | Die Abteilung wurde 1962 gegründet. 1994 konnten bei den Junioren der letzten Titel gewonnen werden. Der Zeitpunkt der Auflösung ist unbekannt. | Die Abteilung wurde 1962 gegründet. 1994 konnten bei den Junioren der letzten Titel gewonnen werden. Der Zeitpunkt der Auflösung ist unbekannt. | Die Abteilung wurde 1962 gegründet. 1994 konnten bei den Junioren der letzten Titel gewonnen werden. Der Zeitpunkt der Auflösung ist unbekannt. | Die Abteilung wurde 1962 gegründet. 1994 konnten bei den Junioren der letzten Titel gewonnen werden. Der Zeitpunkt der Auflösung ist unbekannt. | Die Abteilung wurde 1962 gegründet. 1994 konnten bei den Junioren der letzten Titel gewonnen werden. Der Zeitpunkt der Auflösung ist unbekannt. | Die Abteilung wurde 1962 gegründet. 1994 konnten bei den Junioren der letzten Titel gewonnen werden. Der Zeitpunkt der Auflösung ist unbekannt. | Die Abteilung wurde 1962 gegründet. 1994 konnten bei den Junioren der letzten Titel gewonnen werden. Der Zeitpunkt der Auflösung ist unbekannt. | Die Abteilung wurde 1962 gegründet. 1994 konnten bei den Junioren der letzten Titel gewonnen werden. Der Zeitpunkt der Auflösung ist unbekannt. | Die Abteilung wurde 1962 gegründet. 1994 konnten bei den Junioren der letzten Titel gewonnen werden. Der Zeitpunkt der Auflösung ist unbekannt. | Die Abteilung wurde 1962 gegründet. 1994 konnten bei den Junioren der letzten Titel gewonnen werden. Der Zeitpunkt der Auflösung ist unbekannt. | Die Abteilung wurde 1962 gegründet. 1994 konnten bei den Junioren der letzten Titel gewonnen werden. Der Zeitpunkt der Auflösung ist unbekannt. | Die Abteilung wurde 1962 gegründet. 1994 konnten bei den Junioren der letzten Titel gewonnen werden. Der Zeitpunkt der Auflösung ist unbekannt. | Die Abteilung wurde 1962 gegründet. 1994 konnten bei den Junioren der letzten Titel gewonnen werden. Der Zeitpunkt der Auflösung ist unbekannt. | Die Abteilung wurde 1962 gegründet. 1994 konnten bei den Junioren der letzten Titel gewonnen werden. Der Zeitpunkt der Auflösung ist unbekannt. | Die Abteilung wurde 1962 gegründet. 1994 konnten bei den Junioren der letzten Titel gewonnen werden. Der Zeitpunkt der Auflösung ist unbekannt. | Die Abteilung wurde 1962 gegründet. 1994 konnten bei den Junioren der letzten Titel gewonnen werden. Der Zeitpunkt der Auflösung ist unbekannt. | Die Abteilung wurde 1962 gegründet. 1994 konnten bei den Junioren der letzten Titel gewonnen werden. Der Zeitpunkt der Auflösung ist unbekannt. | Die Abteilung wurde 1962 gegründet. 1994 konnten bei den Junioren der letzten Titel gewonnen werden. Der Zeitpunkt der Auflösung ist unbekannt. | Die Abteilung wurde 1962 gegründet. 1994 konnten bei den Junioren der letzten Titel gewonnen werden. Der Zeitpunkt der Auflösung ist unbekannt. | Die Abteilung wurde 1962 gegründet. 1994 konnten bei den Junioren der letzten Titel gewonnen werden. Der Zeitpunkt der Auflösung ist unbekannt. | Die Abteilung wurde 1962 gegründet. 1994 konnten bei den Junioren der letzten Titel gewonnen werden. Der Zeitpunkt der Auflösung ist unbekannt. | Die Abteilung wurde 1962 gegründet. 1994 konnten bei den Junioren der letzten Titel gewonnen werden. Der Zeitpunkt der Auflösung ist unbekannt. | Die Abteilung wurde 1962 gegründet. 1994 konnten bei den Junioren der letzten Titel gewonnen werden. Der Zeitpunkt der Auflösung ist unbekannt. |
| Judo                                        | Die Abteilung wurde 1980 gegründet. 1982 konnten bei den Junioren der letzten Titel gewonnen werden. Der Zeitpunkt der Auflösung ist unbekannt. | Die Abteilung wurde 1980 gegründet. 1982 konnten bei den Junioren der letzten Titel gewonnen werden. Der Zeitpunkt der Auflösung ist unbekannt. | Die Abteilung wurde 1980 gegründet. 1982 konnten bei den Junioren der letzten Titel gewonnen werden. Der Zeitpunkt der Auflösung ist unbekannt. | Die Abteilung wurde 1980 gegründet. 1982 konnten bei den Junioren der letzten Titel gewonnen werden. Der Zeitpunkt der Auflösung ist unbekannt. | Die Abteilung wurde 1980 gegründet. 1982 konnten bei den Junioren der letzten Titel gewonnen werden. Der Zeitpunkt der Auflösung ist unbekannt. | Die Abteilung wurde 1980 gegründet. 1982 konnten bei den Junioren der letzten Titel gewonnen werden. Der Zeitpunkt der Auflösung ist unbekannt. | Die Abteilung wurde 1980 gegründet. 1982 konnten bei den Junioren der letzten Titel gewonnen werden. Der Zeitpunkt der Auflösung ist unbekannt. | Die Abteilung wurde 1980 gegründet. 1982 konnten bei den Junioren der letzten Titel gewonnen werden. Der Zeitpunkt der Auflösung ist unbekannt. | Die Abteilung wurde 1980 gegründet. 1982 konnten bei den Junioren der letzten Titel gewonnen werden. Der Zeitpunkt der Auflösung ist unbekannt. | Die Abteilung wurde 1980 gegründet. 1982 konnten bei den Junioren der letzten Titel gewonnen werden. Der Zeitpunkt der Auflösung ist unbekannt. | Die Abteilung wurde 1980 gegründet. 1982 konnten bei den Junioren der letzten Titel gewonnen werden. Der Zeitpunkt der Auflösung ist unbekannt. | Die Abteilung wurde 1980 gegründet. 1982 konnten bei den Junioren der letzten Titel gewonnen werden. Der Zeitpunkt der Auflösung ist unbekannt. | Die Abteilung wurde 1980 gegründet. 1982 konnten bei den Junioren der letzten Titel gewonnen werden. Der Zeitpunkt der Auflösung ist unbekannt. | Die Abteilung wurde 1980 gegründet. 1982 konnten bei den Junioren der letzten Titel gewonnen werden. Der Zeitpunkt der Auflösung ist unbekannt. | Die Abteilung wurde 1980 gegründet. 1982 konnten bei den Junioren der letzten Titel gewonnen werden. Der Zeitpunkt der Auflösung ist unbekannt. | Die Abteilung wurde 1980 gegründet. 1982 konnten bei den Junioren der letzten Titel gewonnen werden. Der Zeitpunkt der Auflösung ist unbekannt. | Die Abteilung wurde 1980 gegründet. 1982 konnten bei den Junioren der letzten Titel gewonnen werden. Der Zeitpunkt der Auflösung ist unbekannt. | Die Abteilung wurde 1980 gegründet. 1982 konnten bei den Junioren der letzten Titel gewonnen werden. Der Zeitpunkt der Auflösung ist unbekannt. | Die Abteilung wurde 1980 gegründet. 1982 konnten bei den Junioren der letzten Titel gewonnen werden. Der Zeitpunkt der Auflösung ist unbekannt. | Die Abteilung wurde 1980 gegründet. 1982 konnten bei den Junioren der letzten Titel gewonnen werden. Der Zeitpunkt der Auflösung ist unbekannt. | Die Abteilung wurde 1980 gegründet. 1982 konnten bei den Junioren der letzten Titel gewonnen werden. Der Zeitpunkt der Auflösung ist unbekannt. | Die Abteilung wurde 1980 gegründet. 1982 konnten bei den Junioren der letzten Titel gewonnen werden. Der Zeitpunkt der Auflösung ist unbekannt. | Die Abteilung wurde 1980 gegründet. 1982 konnten bei den Junioren der letzten Titel gewonnen werden. Der Zeitpunkt der Auflösung ist unbekannt. | Die Abteilung wurde 1980 gegründet. 1982 konnten bei den Junioren der letzten Titel gewonnen werden. Der Zeitpunkt der Auflösung ist unbekannt. | Die Abteilung wurde 1980 gegründet. 1982 konnten bei den Junioren der letzten Titel gewonnen werden. Der Zeitpunkt der Auflösung ist unbekannt. | Die Abteilung wurde 1980 gegründet. 1982 konnten bei den Junioren der letzten Titel gewonnen werden. Der Zeitpunkt der Auflösung ist unbekannt. | Die Abteilung wurde 1980 gegründet. 1982 konnten bei den Junioren der letzten Titel gewonnen werden. Der Zeitpunkt der Auflösung ist unbekannt. | Die Abteilung wurde 1980 gegründet. 1982 konnten bei den Junioren der letzten Titel gewonnen werden. Der Zeitpunkt der Auflösung ist unbekannt. | Die Abteilung wurde 1980 gegründet. 1982 konnten bei den Junioren der letzten Titel gewonnen werden. Der Zeitpunkt der Auflösung ist unbekannt. | Die Abteilung wurde 1980 gegründet. 1982 konnten bei den Junioren der letzten Titel gewonnen werden. Der Zeitpunkt der Auflösung ist unbekannt. | Die Abteilung wurde 1980 gegründet. 1982 konnten bei den Junioren der letzten Titel gewonnen werden. Der Zeitpunkt der Auflösung ist unbekannt. | Die Abteilung wurde 1980 gegründet. 1982 konnten bei den Junioren der letzten Titel gewonnen werden. Der Zeitpunkt der Auflösung ist unbekannt. | Die Abteilung wurde 1980 gegründet. 1982 konnten bei den Junioren der letzten Titel gewonnen werden. Der Zeitpunkt der Auflösung ist unbekannt. | Die Abteilung wurde 1980 gegründet. 1982 konnten bei den Junioren der letzten Titel gewonnen werden. Der Zeitpunkt der Auflösung ist unbekannt. | Die Abteilung wurde 1980 gegründet. 1982 konnten bei den Junioren der letzten Titel gewonnen werden. Der Zeitpunkt der Auflösung ist unbekannt. | Die Abteilung wurde 1980 gegründet. 1982 konnten bei den Junioren der letzten Titel gewonnen werden. Der Zeitpunkt der Auflösung ist unbekannt. | Die Abteilung wurde 1980 gegründet. 1982 konnten bei den Junioren der letzten Titel gewonnen werden. Der Zeitpunkt der Auflösung ist unbekannt. | Die Abteilung wurde 1980 gegründet. 1982 konnten bei den Junioren der letzten Titel gewonnen werden. Der Zeitpunkt der Auflösung ist unbekannt. |
| Footvolley                                  | Die Abteilung wurde 1990 gegründet. Der Zeitpunkt der Auflösung ist unbekannt.                                                                  | Die Abteilung wurde 1990 gegründet. Der Zeitpunkt der Auflösung ist unbekannt.                                                                  | Die Abteilung wurde 1990 gegründet. Der Zeitpunkt der Auflösung ist unbekannt.                                                                  | Die Abteilung wurde 1990 gegründet. Der Zeitpunkt der Auflösung ist unbekannt.                                                                  | Die Abteilung wurde 1990 gegründet. Der Zeitpunkt der Auflösung ist unbekannt.                                                                  | Die Abteilung wurde 1990 gegründet. Der Zeitpunkt der Auflösung ist unbekannt.                                                                  | Die Abteilung wurde 1990 gegründet. Der Zeitpunkt der Auflösung ist unbekannt.                                                                  | Die Abteilung wurde 1990 gegründet. Der Zeitpunkt der Auflösung ist unbekannt.                                                                  | Die Abteilung wurde 1990 gegründet. Der Zeitpunkt der Auflösung ist unbekannt.                                                                  | Die Abteilung wurde 1990 gegründet. Der Zeitpunkt der Auflösung ist unbekannt.                                                                  | Die Abteilung wurde 1990 gegründet. Der Zeitpunkt der Auflösung ist unbekannt.                                                                  | Die Abteilung wurde 1990 gegründet. Der Zeitpunkt der Auflösung ist unbekannt.                                                                  | Die Abteilung wurde 1990 gegründet. Der Zeitpunkt der Auflösung ist unbekannt.                                                                  | Die Abteilung wurde 1990 gegründet. Der Zeitpunkt der Auflösung ist unbekannt.                                                                  | Die Abteilung wurde 1990 gegründet. Der Zeitpunkt der Auflösung ist unbekannt.                                                                  | Die Abteilung wurde 1990 gegründet. Der Zeitpunkt der Auflösung ist unbekannt.                                                                  | Die Abteilung wurde 1990 gegründet. Der Zeitpunkt der Auflösung ist unbekannt.                                                                  | Die Abteilung wurde 1990 gegründet. Der Zeitpunkt der Auflösung ist unbekannt.                                                                  | Die Abteilung wurde 1990 gegründet. Der Zeitpunkt der Auflösung ist unbekannt.                                                                  | Die Abteilung wurde 1990 gegründet. Der Zeitpunkt der Auflösung ist unbekannt.                                                                  | Die Abteilung wurde 1990 gegründet. Der Zeitpunkt der Auflösung ist unbekannt.                                                                  | Die Abteilung wurde 1990 gegründet. Der Zeitpunkt der Auflösung ist unbekannt.                                                                  | Die Abteilung wurde 1990 gegründet. Der Zeitpunkt der Auflösung ist unbekannt.                                                                  | Die Abteilung wurde 1990 gegründet. Der Zeitpunkt der Auflösung ist unbekannt.                                                                  | Die Abteilung wurde 1990 gegründet. Der Zeitpunkt der Auflösung ist unbekannt.                                                                  | Die Abteilung wurde 1990 gegründet. Der Zeitpunkt der Auflösung ist unbekannt.                                                                  | Die Abteilung wurde 1990 gegründet. Der Zeitpunkt der Auflösung ist unbekannt.                                                                  | Die Abteilung wurde 1990 gegründet. Der Zeitpunkt der Auflösung ist unbekannt.                                                                  | Die Abteilung wurde 1990 gegründet. Der Zeitpunkt der Auflösung ist unbekannt.                                                                  | Die Abteilung wurde 1990 gegründet. Der Zeitpunkt der Auflösung ist unbekannt.                                                                  | Die Abteilung wurde 1990 gegründet. Der Zeitpunkt der Auflösung ist unbekannt.                                                                  | Die Abteilung wurde 1990 gegründet. Der Zeitpunkt der Auflösung ist unbekannt.                                                                  | Die Abteilung wurde 1990 gegründet. Der Zeitpunkt der Auflösung ist unbekannt.                                                                  | Die Abteilung wurde 1990 gegründet. Der Zeitpunkt der Auflösung ist unbekannt.                                                                  | Die Abteilung wurde 1990 gegründet. Der Zeitpunkt der Auflösung ist unbekannt.                                                                  | Die Abteilung wurde 1990 gegründet. Der Zeitpunkt der Auflösung ist unbekannt.                                                                  | Die Abteilung wurde 1990 gegründet. Der Zeitpunkt der Auflösung ist unbekannt.                                                                  | Die Abteilung wurde 1990 gegründet. Der Zeitpunkt der Auflösung ist unbekannt.                                                                  |
| Synchronschwimmen                           | Die Abteilung wurde 1992 gegründet. Der Zeitpunkt der Auflösung ist unbekannt.                                                                  | Die Abteilung wurde 1992 gegründet. Der Zeitpunkt der Auflösung ist unbekannt.                                                                  | Die Abteilung wurde 1992 gegründet. Der Zeitpunkt der Auflösung ist unbekannt.                                                                  | Die Abteilung wurde 1992 gegründet. Der Zeitpunkt der Auflösung ist unbekannt.                                                                  | Die Abteilung wurde 1992 gegründet. Der Zeitpunkt der Auflösung ist unbekannt.                                                                  | Die Abteilung wurde 1992 gegründet. Der Zeitpunkt der Auflösung ist unbekannt.                                                                  | Die Abteilung wurde 1992 gegründet. Der Zeitpunkt der Auflösung ist unbekannt.                                                                  | Die Abteilung wurde 1992 gegründet. Der Zeitpunkt der Auflösung ist unbekannt.                                                                  | Die Abteilung wurde 1992 gegründet. Der Zeitpunkt der Auflösung ist unbekannt.                                                                  | Die Abteilung wurde 1992 gegründet. Der Zeitpunkt der Auflösung ist unbekannt.                                                                  | Die Abteilung wurde 1992 gegründet. Der Zeitpunkt der Auflösung ist unbekannt.                                                                  | Die Abteilung wurde 1992 gegründet. Der Zeitpunkt der Auflösung ist unbekannt.                                                                  | Die Abteilung wurde 1992 gegründet. Der Zeitpunkt der Auflösung ist unbekannt.                                                                  | Die Abteilung wurde 1992 gegründet. Der Zeitpunkt der Auflösung ist unbekannt.                                                                  | Die Abteilung wurde 1992 gegründet. Der Zeitpunkt der Auflösung ist unbekannt.                                                                  | Die Abteilung wurde 1992 gegründet. Der Zeitpunkt der Auflösung ist unbekannt.                                                                  | Die Abteilung wurde 1992 gegründet. Der Zeitpunkt der Auflösung ist unbekannt.                                                                  | Die Abteilung wurde 1992 gegründet. Der Zeitpunkt der Auflösung ist unbekannt.                                                                  | Die Abteilung wurde 1992 gegründet. Der Zeitpunkt der Auflösung ist unbekannt.                                                                  | Die Abteilung wurde 1992 gegründet. Der Zeitpunkt der Auflösung ist unbekannt.                                                                  | Die Abteilung wurde 1992 gegründet. Der Zeitpunkt der Auflösung ist unbekannt.                                                                  | Die Abteilung wurde 1992 gegründet. Der Zeitpunkt der Auflösung ist unbekannt.                                                                  | Die Abteilung wurde 1992 gegründet. Der Zeitpunkt der Auflösung ist unbekannt.                                                                  | Die Abteilung wurde 1992 gegründet. Der Zeitpunkt der Auflösung ist unbekannt.                                                                  | Die Abteilung wurde 1992 gegründet. Der Zeitpunkt der Auflösung ist unbekannt.                                                                  | Die Abteilung wurde 1992 gegründet. Der Zeitpunkt der Auflösung ist unbekannt.                                                                  | Die Abteilung wurde 1992 gegründet. Der Zeitpunkt der Auflösung ist unbekannt.                                                                  | Die Abteilung wurde 1992 gegründet. Der Zeitpunkt der Auflösung ist unbekannt.                                                                  | Die Abteilung wurde 1992 gegründet. Der Zeitpunkt der Auflösung ist unbekannt.                                                                  | Die Abteilung wurde 1992 gegründet. Der Zeitpunkt der Auflösung ist unbekannt.                                                                  | Die Abteilung wurde 1992 gegründet. Der Zeitpunkt der Auflösung ist unbekannt.                                                                  | Die Abteilung wurde 1992 gegründet. Der Zeitpunkt der Auflösung ist unbekannt.                                                                  | Die Abteilung wurde 1992 gegründet. Der Zeitpunkt der Auflösung ist unbekannt.                                                                  | Die Abteilung wurde 1992 gegründet. Der Zeitpunkt der Auflösung ist unbekannt.                                                                  | Die Abteilung wurde 1992 gegründet. Der Zeitpunkt der Auflösung ist unbekannt.                                                                  | Die Abteilung wurde 1992 gegründet. Der Zeitpunkt der Auflösung ist unbekannt.                                                                  | Die Abteilung wurde 1992 gegründet. Der Zeitpunkt der Auflösung ist unbekannt.                                                                  | Die Abteilung wurde 1992 gegründet. Der Zeitpunkt der Auflösung ist unbekannt.                                                                  |
| Rudern                                      | Zeitpunkt der Gründung und Auflösung unbekannt.                                                                                                 | Zeitpunkt der Gründung und Auflösung unbekannt.                                                                                                 | Zeitpunkt der Gründung und Auflösung unbekannt.                                                                                                 | Zeitpunkt der Gründung und Auflösung unbekannt.                                                                                                 | Zeitpunkt der Gründung und Auflösung unbekannt.                                                                                                 | Zeitpunkt der Gründung und Auflösung unbekannt.                                                                                                 | Zeitpunkt der Gründung und Auflösung unbekannt.                                                                                                 | Zeitpunkt der Gründung und Auflösung unbekannt.                                                                                                 | Zeitpunkt der Gründung und Auflösung unbekannt.                                                                                                 | Zeitpunkt der Gründung und Auflösung unbekannt.                                                                                                 | Zeitpunkt der Gründung und Auflösung unbekannt.                                                                                                 | Zeitpunkt der Gründung und Auflösung unbekannt.                                                                                                 | Zeitpunkt der Gründung und Auflösung unbekannt.                                                                                                 | Zeitpunkt der Gründung und Auflösung unbekannt.                                                                                                 | Zeitpunkt der Gründung und Auflösung unbekannt.                                                                                                 | Zeitpunkt der Gründung und Auflösung unbekannt.                                                                                                 | Zeitpunkt der Gründung und Auflösung unbekannt.                                                                                                 | Zeitpunkt der Gründung und Auflösung unbekannt.                                                                                                 | Zeitpunkt der Gründung und Auflösung unbekannt.                                                                                                 | Zeitpunkt der Gründung und Auflösung unbekannt.                                                                                                 | Zeitpunkt der Gründung und Auflösung unbekannt.                                                                                                 | Zeitpunkt der Gründung und Auflösung unbekannt.                                                                                                 | Zeitpunkt der Gründung und Auflösung unbekannt.                                                                                                 | Zeitpunkt der Gründung und Auflösung unbekannt.                                                                                                 | Zeitpunkt der Gründung und Auflösung unbekannt.                                                                                                 | Zeitpunkt der Gründung und Auflösung unbekannt.                                                                                                 | Zeitpunkt der Gründung und Auflösung unbekannt.                                                                                                 | Zeitpunkt der Gründung und Auflösung unbekannt.                                                                                                 | Zeitpunkt der Gründung und Auflösung unbekannt.                                                                                                 | Zeitpunkt der Gründung und Auflösung unbekannt.                                                                                                 | Zeitpunkt der Gründung und Auflösung unbekannt.                                                                                                 | Zeitpunkt der Gründung und Auflösung unbekannt.                                                                                                 | Zeitpunkt der Gründung und Auflösung unbekannt.                                                                                                 | Zeitpunkt der Gründung und Auflösung unbekannt.                                                                                                 | Zeitpunkt der Gründung und Auflösung unbekannt.                                                                                                 | Zeitpunkt der Gründung und Auflösung unbekannt.                                                                                                 | Zeitpunkt der Gründung und Auflösung unbekannt.                                                                                                 | Zeitpunkt der Gründung und Auflösung unbekannt.                                                                                                 |
| Segeln                                      | Zeitpunkt der Gründung und Auflösung unbekannt.                                                                                                 | Zeitpunkt der Gründung und Auflösung unbekannt.                                                                                                 | Zeitpunkt der Gründung und Auflösung unbekannt.                                                                                                 | Zeitpunkt der Gründung und Auflösung unbekannt.                                                                                                 | Zeitpunkt der Gründung und Auflösung unbekannt.                                                                                                 | Zeitpunkt der Gründung und Auflösung unbekannt.                                                                                                 | Zeitpunkt der Gründung und Auflösung unbekannt.                                                                                                 | Zeitpunkt der Gründung und Auflösung unbekannt.                                                                                                 | Zeitpunkt der Gründung und Auflösung unbekannt.                                                                                                 | Zeitpunkt der Gründung und Auflösung unbekannt.                                                                                                 | Zeitpunkt der Gründung und Auflösung unbekannt.                                                                                                 | Zeitpunkt der Gründung und Auflösung unbekannt.                                                                                                 | Zeitpunkt der Gründung und Auflösung unbekannt.                                                                                                 | Zeitpunkt der Gründung und Auflösung unbekannt.                                                                                                 | Zeitpunkt der Gründung und Auflösung unbekannt.                                                                                                 | Zeitpunkt der Gründung und Auflösung unbekannt.                                                                                                 | Zeitpunkt der Gründung und Auflösung unbekannt.                                                                                                 | Zeitpunkt der Gründung und Auflösung unbekannt.                                                                                                 | Zeitpunkt der Gründung und Auflösung unbekannt.                                                                                                 | Zeitpunkt der Gründung und Auflösung unbekannt.                                                                                                 | Zeitpunkt der Gründung und Auflösung unbekannt.                                                                                                 | Zeitpunkt der Gründung und Auflösung unbekannt.                                                                                                 | Zeitpunkt der Gründung und Auflösung unbekannt.                                                                                                 | Zeitpunkt der Gründung und Auflösung unbekannt.                                                                                                 | Zeitpunkt der Gründung und Auflösung unbekannt.                                                                                                 | Zeitpunkt der Gründung und Auflösung unbekannt.                                                                                                 | Zeitpunkt der Gründung und Auflösung unbekannt.                                                                                                 | Zeitpunkt der Gründung und Auflösung unbekannt.                                                                                                 | Zeitpunkt der Gründung und Auflösung unbekannt.                                                                                                 | Zeitpunkt der Gründung und Auflösung unbekannt.                                                                                                 | Zeitpunkt der Gründung und Auflösung unbekannt.                                                                                                 | Zeitpunkt der Gründung und Auflösung unbekannt.                                                                                                 | Zeitpunkt der Gründung und Auflösung unbekannt.                                                                                                 | Zeitpunkt der Gründung und Auflösung unbekannt.                                                                                                 | Zeitpunkt der Gründung und Auflösung unbekannt.                                                                                                 | Zeitpunkt der Gründung und Auflösung unbekannt.                                                                                                 | Zeitpunkt der Gründung und Auflösung unbekannt.                                                                                                 | Zeitpunkt der Gründung und Auflösung unbekannt.                                                                                                 |

1 Die Hockeyabteilung war zwischenzeitlich inaktiv und nahm erst 2014 wieder am Spielbetrieb teil.

## Panathinaikos in den Medien
In den griechischen Massenmedien ist Panathinaikos Athen so gut wie kaum ein anderes griechisches Team vertreten. Neben den vier Sportzeitungen Athlitiki Icho, Derby, Prasinos Tipos und I Prasini, die täglich erscheinen, die Interessen des Vereins verfolgen und dessen Politik stützen, wird einmal die Woche über den Privatsender High TV das Magazin Prasinos Palmos ausgestrahlt. In der rund zweistündigen Sendung werden Themen behandelt, die sich mit den verschiedenen Abteilungen des Vereins beschäftigen. Zusätzlich strahlen die Green Web Fans einmal die Woche über das Internet eine Radiosendung aus.
Die Spiele der Herrenabteilungen im Basketball, Fußball und Volleyball werden alle im Fernsehen übertragen. Im freien Fernsehen werden dabei die Ligaspiele im Basketball und Volleyball sowie die Europapokalspiele im Volleyball und Fußball angeboten. Für die Ligaspiele im Fußball sowie die Spiele der EuroLeague im Basketball ist Pay-TV erforderlich. Zusätzlich werden im öffentlich-rechtlichen Fernsehen auch eine Reihe von Spielen der Damenmannschaft im Volleyball übertragen.

## Fanszene

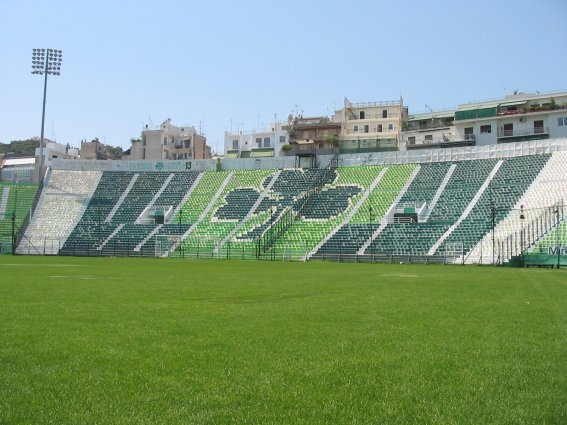
Blick auf die Westkurve mit der legendären Gate 13

Als erster Verein Griechenlands verfügte Panathinaikos über eine organisierte Fangemeinde. Bereits 1966 wurde von einer Gruppe jugendlicher Panathinaikos-Fans die sogenannte Gate 13 gegründet. Diese hatte zum Ziel, leichter an Eintrittskarten für Spiele zu kommen sowie die gegnerischen Anhänger daran zu hindern, die eigene Fanszene zu unterwandern. Der Name orientierte sich dabei an dem Eingang, den die Zuschauer nutzten, um in den gleichnamigen Block auf der Westtribüne des heimischen Apostolos-Nikolaidis-Stadions zu gelangen.
Gate 13 war bestens organisiert und entwickelte sich in den folgenden Jahren, nicht zuletzt dank der Europapokalerfolge der Fußballmannschaft, immer weiter. Neben Gate 13 existierten auch weitere Fanclubs, die hauptsächlich die Bezeichnung ihres jeweiligen Stadtteils für ihre Namensgebung nutzten.
Einen markanten Punkt in der Geschichte von PAOs Fanszene stellten die 80er Jahre dar. Da es in den Vorjahren in Griechenland immer wieder zu Ausschreitungen bei Fußballspielen kam, entschloss sich der damalige Vereinspräsident Georgios Vardinogiannis, die verschiedenen Gruppierungen der Gate 13 aufzulösen und zu verbieten und an Stelle dieser die sogenannte PA.LE.FI.P zu gründen. Diese war fortan die einzige vom Verein offiziell anerkannte Fangruppierung. Ein Teil der Szene widersetzte sich dieser Politik und agierte ab 1986 erneut unter dem Namen Gate 13. Zu dieser Zeit wurde der Green Club gegründet, der jedoch kurz darauf in Green Cockneys Club umbenannt wurde. 1988 wurden die Mad Boys und 1991 der Zografou-Fanclub gegründet. 1993 schlossen sich diese dann unter dem Namen Athens Fans zusammen, bevor sich 1995 die Mad Boys wieder abspalteten. 1997 versuchte die Vereinsführung letztmals, sämtliche Fangruppen bis auf die PA.LE.FI.P zu zerschlagen, doch auch diesmal sollte dieser Versuch erfolglos bleiben. Somit besteht die Gate 13 bis heute und beherrscht durch ihr Auftreten und ihre Choreographien das Bild in der Panathinaikos-Fanszene.
Zurzeit existieren in Athen rund 40 Panathinaikos-Fanclubs, deren Mitgliederzahlen zwischen 60 und 700 schwanken. Insgesamt 7000 Mitglieder zählt man allein in der Stadt Athen. Im übrigen Griechenland gibt es weitere 50 Fanclubs. Die meisten dieser Clubs verfügen dabei über eigene Räumlichkeiten, die über Mitgliedsbeiträge sowie den Verkauf von Merchandise-Artikel unterhalten werden. Die Mitglieder kommen dabei überwiegend aus dem Stadtteil, in dem sich der Fanclub befindet.
Siehe auch: Panathinaikos Athen (Fußball)#Fans

## Hymne
Panathinaikos Hymne stammt von Georgios Mouzakis (* 15. August 1922, † 27. August 2005) aus dem Jahr 1958. Den Text dazu verfasste Georgios Ikonomidis.
| Griechisch Σύλλογος μεγάλος δεν υπάρχει άλλος δεν υπάρχει άλλος πιο δυναμικός. Kαι χιλιάδες φίλοι μόλις δουν τριφύλλι ζήτω λένε ο Παναθηναϊκός. Παναθηναϊκέ, Παναθηναϊκέ, Παναθηναϊκέ μεγάλε και τρανέ. Παναθηναϊκέ, Παναθηναϊκέ, πρωταθλητή σ'όλα τα σπορ παντοτινέ. Σ'έχουνε δοξάσει οι γνωστοί σου άσσοι που λεβέντες είναι όλοι με καρδιά. Χαίρεται η Ελλάδα που έχει τέτοια ομάδα που της νίκης έχει πάντα τα κλειδιά Παναθηναϊκέ, Παναθηναϊκέ, Παναθηναϊκέ μεγάλε και τρανέ. Παναθηναϊκέ, Παναθηναϊκέ, πρωταθλητή σ'όλα τα σπορ παντοτινέ. |  | Deutsch Eine Mannschaft so groß wie dich gibt es nicht, es gibt keine andere so dynamische. Und tausende von Anhänger, sobald sie das Kleeblatt sehen, jubeln "es lebe Panathinaikos" Panathinaikos, Panathinaikos, Panathinaikos du großer und ruhmreicher. Panathinaikos, Panathinaikos, ewiger Meister aller Sportarten. Es haben dich deine bekannten Stars geehrt, die alle Helden sind mit großem Herzen. Es freut sich ganz Griechenland so einen Verein zu haben, der immer die Schlüssel zum Sieg besitzt Panathinaikos, Panathinaikos, Panathinaikos du großer und ruhmreicher. Panathinaikos, Panathinaikos, ewiger Meister aller Sportarten. |

## Bedeutende Persönlichkeiten

### Griechische Akteure

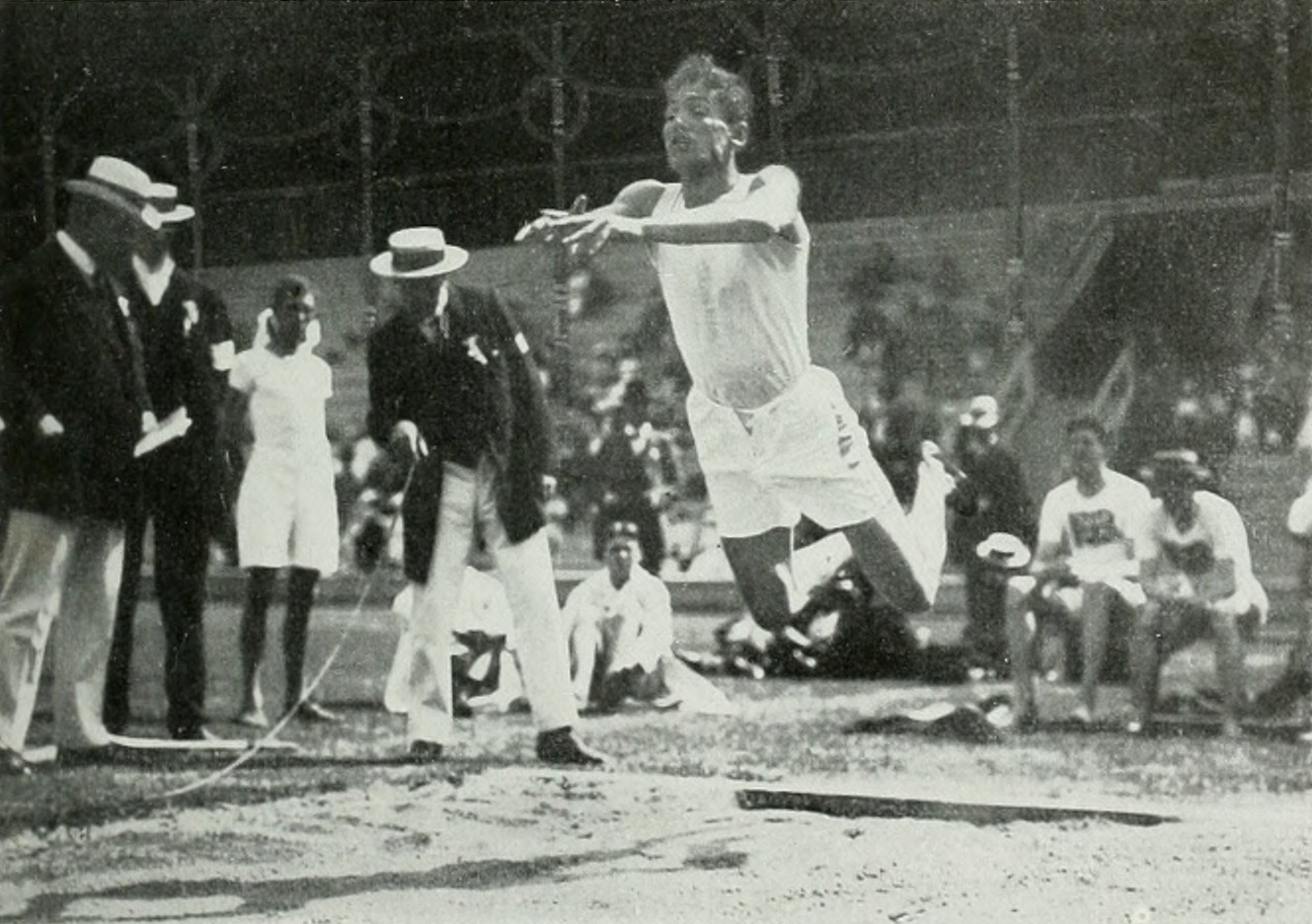
Tsiklitiras beim Weitsprung aus dem Stand

- Alexandros Kalafatis (*?), Gründungsmitglied und erster Präsident des Vereins
- Spilios Zacharopoulos (* ?), Leichtathlet, Vizeeuropameister über 1500 m
- Konstantinos Tsiklitiras (1888–1913), Leichtathlet, Olympiasieger 1912 im Weitsprung
- Giorgos Kalafatis (1890–1964), Gründungsvater des Vereins
- Apostolos Nikolaidis (1896–1980), Sportler und späterer Präsident
- Christos Papanikolaou (* 1941), Leichtathlet
- Georgios Roumbanis (1929–2025), Leichtathlet
- Leonidas Sampanis (* 1971), Gewichtheber, Olympiasilbermedaillengewinner 1996
- Chrysopigi Devetzi (* 1976), Leichtathletin, Olympiasilbermedaillengewinnerin 2004
- Nikita Madjaroglou (*?–1950), griechisch-deutscher Tischtennisspieler
- Panagiotis Gionis (* 1980), Tischtennisspieler
- Nery Mantey Niangkouara (* 1983), Schwimmerin, mehrfache griechische Meisterin
- Despina Georgiadou (* 1991), Fechterin, Vizeweltmeisterin
- Anna Doudounaki (* 1995), Schwimmerin, Europameisterin
- Bedeutende Basketballspieler
- Bedeutende Fußballspieler
- Bedeutende Volleyballspieler

### Deutschsprachige Akteure
- Deutschland
  - Björn Andrae (* 1981), Volleyballer
  - Patrick Femerling (* 1975), Basketballer

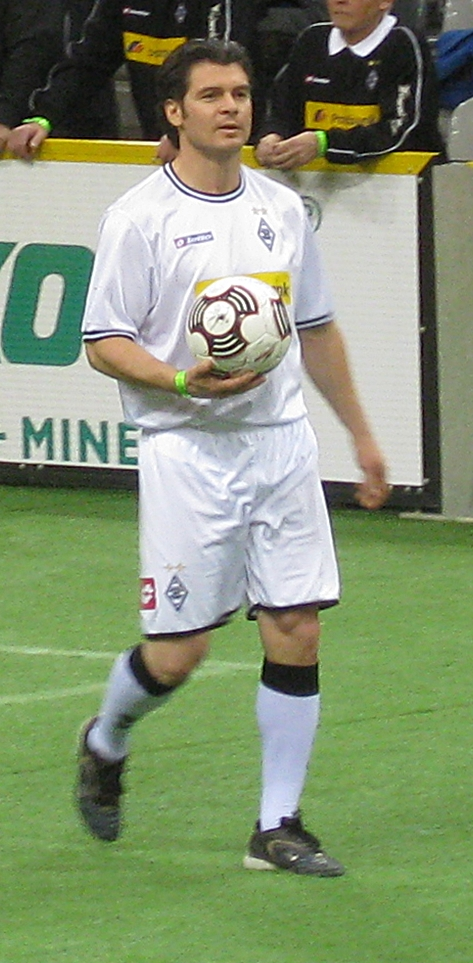
Karlheinz Pflipsen

  - Sascha Hupmann (1970–2020), Basketballer
  - Michael Koch (* 1966), Basketballer
  - Philipp Max (* 1993), Fußballer
  - Markus Münch (* 1972), Fußballer
  - Karlheinz Pflipsen (* 1970), Fußballer
  - Tibor Pleiß (* 1989), Basketballer
  - Jana Franziska Poll (* 1988), Volleyballspielerin
  - Emma Stach (* 1996), Basketballspielerin
  - Marco Villa (* 1978), Fußballer
  - Walter Wagner (* 1949), Fußballer
  - Jens Wemmer (* 1985), Fußballer
- Österreich
  - Andreas Ivanschitz (* 1983), Fußballer
  - Helmut Kiricic, Fußballer
  - Helmut Senekowitsch (1933–2007), Fußballtrainer
  - Joseph Strandl, Fußballtrainer

### Sonstige Akteure
- Andrej Gaćina (* 1986), kroatischer Tischtennisspieler; Europameister
- Emmanuel Lebesson (* 1988), französischer Tischtennisspieler; Europameister
- Elizabeta Samara (* 1989), rumänische Tischtennisspielerin; Europameister
- Kristian Karlsson (* 1991), schwedischer Tischtennisspieler; Welt- und Europameister

## Abteilungen

### Baseball
- Anzahl der Titel: 1
  - Griechische Meisterschaft (1 ×): 2014

### Basketball
- Gründung der Abteilung: 1922 (Herren), 1937 (Damen)
- Anzahl der Titel: 78
  - Herren (70):
    - Griechischer Meister (39 ×): 1946, 1947, 1950, 1951, 1954, 1961, 1962, 1967, 1969, 1971, 1972, 1973, 1974, 1975, 1977, 1980, 1981, 1982, 1984, 1998, 1999, 2000, 2001, 2003, 2004, 2005, 2006, 2007, 2008, 2009, 2010, 2011, 2013, 2014, 2017, 2018, 2019, 2020, 2021, 2024
    - Griechischer Pokalsieger (21 ×): 1979, 1982, 1983, 1986, 1993, 1996, 2003, 2005, 2006, 2007, 2008, 2009, 2012, 2013, 2014, 2015, 2016, 2017, 2019, 2021, 2025
    - Griechischer Superpokalsieger (1 ×): 2021
    - Europapokal der Landesmeister (2 ×): 1996, 2000
    - EuroLeague-Sieger (5 ×): 2002, 2007, 2009, 2011, 2024
    - Intercontinental Cup (1 ×): 1996

  - Damen (8):
    - Griechischer Meister (5 ×): 1998, 2000, 2005, 2013, 2021
    - Griechischer Pokalsieger (3 ×): 2000, 2023, 2024

### Bogenschießen
- Anzahl der Titel: 4
  - Griechische Meisterschaften (4 ×): 1983, 1984, 1985, 1986

### Boxen
- Gründung der Abteilung: 1912
- Anzahl der Titel: 32
  - Griechische Meisterschaften (30 ×): 1949, 1951, 1952, 1957, 1958, 1959, 1960, 1964, 1966, 1967, 1968, 1969, 1971, 1972, 1973, 1974, 1975, 1976, 1977, 1982, 1986, 1992, 1993, 1996, 1997, 1998, 2011, 2015, 2016, 2023
  - Griechische Pokalsiege (2 ×): 1988, 1999

### E-Sport
- Gründung der Abteilung: 2016

### Fechten
- Gründung der Abteilung: 1912
- Anzahl der Titel: 13
  - Griechische Meisterschaften Gesamtwertung (11 ×): 1963, 1964, 1965, 1966, 1967, 1968, 1969, 1970, 1971, 1972, 1973, 1974, 1975

### Fußball
- Gründung der Abteilung: 1908
- Anzahl der Titel: 52
  - Griechischer Meister (20 ×): 1930, 1949, 1953, 1960, 1961, 1962, 1964, 1965, 1969, 1970, 1972, 1977, 1984, 1986, 1990, 1991, 1995, 1996, 2004, 2010
  - Griechischer Pokalsieger (20 ×): 1940, 1948, 1955, 1967, 1969, 1977, 1982, 1984, 1986, 1988, 1989, 1991, 1993, 1994, 1995, 2004, 2010, 2014, 2022, 2024
  - Supercup (4 ×): 1970, 1988, 1993, 1994[4][5][6]
  - Balkanpokal (1 ×): 1977
  - SEGAS-Meisterschaften (6 ×): 1909, 1911, 1912, 1915, 1921, 1922
  - Pokal Großgriechenlands (1 ×): 1970

### Futsal
- Gründung der Abteilung: 2017

### Gewichtheben
- Anzahl der Titel: 6
  - Herren (5):
    - Griechische Meisterschaften: 1964, 1965, 1966, 1967, 1968

  - Damen (2):
    - Griechische Meisterschaften: 2021, 2023

### Gymnastik
- Anzahl der Titel: 1
  - Griechische Meisterschaften (1 ×): 1972

### Leichtathletik
- Gründung der Abteilung: 1919
- Anzahl der Titel: 70
  - Herren (57):
    - Griechische Meisterschaften (24 ×): 1955, 1956, 1957, 1958, 1959, 1960, 1961, 1962, 1963, 1964, 1965, 1966, 1967, 1968, 1969, 1970, 1971, 1972, 1973, 1974, 1977, 1989, 1990, 2025
    - Griechische Hallenmeisterschaften (6 ×): 1986, 1989, 1990, 2023, 2024, 2025
    - Crosslauf Meisterschaften (27 ×): 1930, 1931, 1932, 1933, 1934, 1938, 1954, 1955, 1956, 1968, 1969, 1970, 1971, 1972, 1973, 1974, 1975, 1977, 1978, 1979, 1980, 1983, 1996, 1997, 1998, 2012, 2016

  - Damen (13):
    - Griechische Meisterschaften (3 ×): 1946, 1947, 1949
    - Griechische Hallenmeisterschaften (2 ×): 2023, 2024
    - Crosslauf Meisterschaften (8 ×): 1949, 1950, 1983, 1984, 1985, 1986, 2017, 2022

### Moderner Fünfkampf
- Anzahl der Titel: 2
  - Griechische Meisterschaften (2 ×): 1980, 1987

### Radfahren
- Gründung der Abteilung: 1928
- Anzahl der Titel: 15

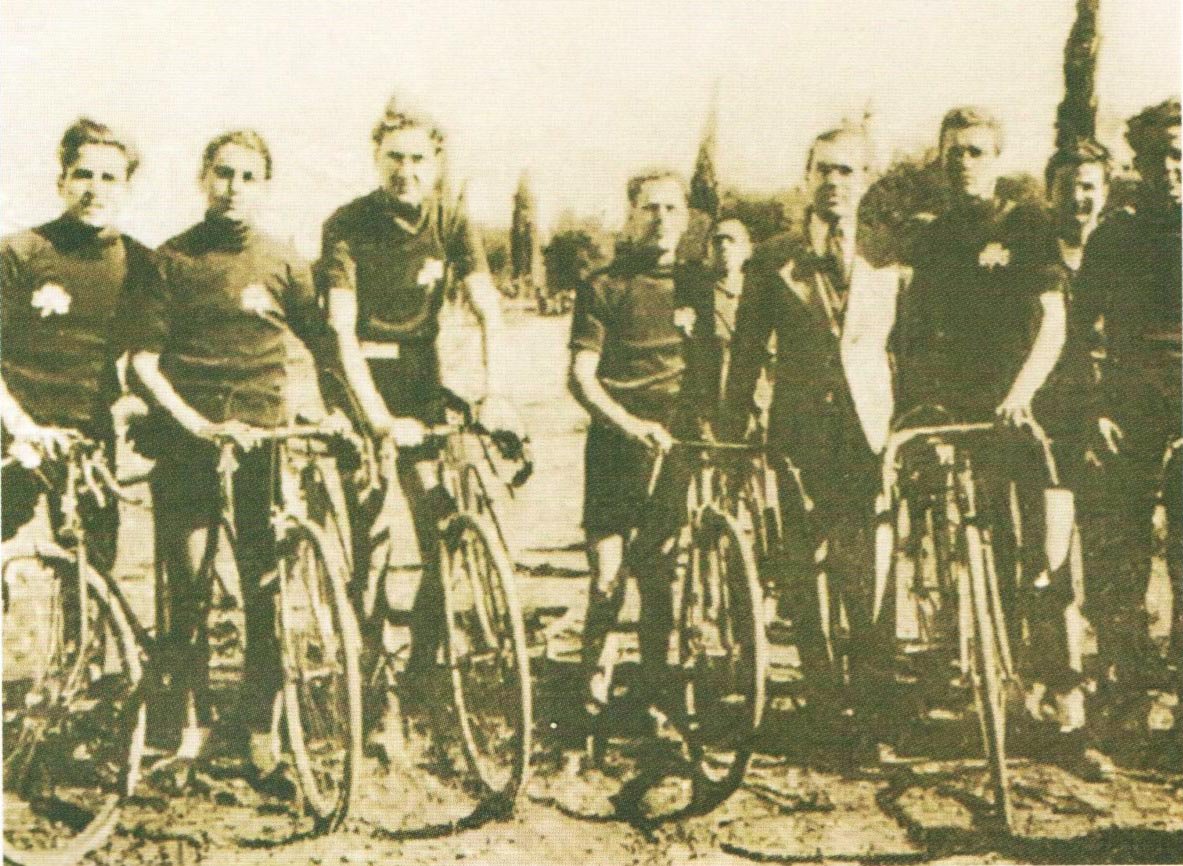
Mannschaftsbild aus den frühen 1940er Jahren

  - Griechische Meisterschaften (8 ×): 1954, 1956, 1958, 1963, 1967, 1969, 1970, 1973
  - Griechische Bahn-Meisterschaften (7 ×): 1954, 1956, 1958, 1967, 1968, 1969, 2017

### Ringen
- Anzahl der Titel: 2
  - Griechische Meisterschaften (2 ×): 2014, 2015

### Rugby
- Anzahl der Titel: 1
  - Griechische Meisterschaften (1 ×): 2025

### Schach
- Anzahl der Titel: 2
  - Griechische Meisterschaften (2 ×): 1970, 1971

### Schwimmen
- Anzahl der Titel: 12
  - Griechische Meisterschaften (12 ×): 1951, 1952, 1953, 1954, 1955, 1956, 1958, 1963, 1964, 1965, 1966, 1968
  - Greek Masters Championship: (3 ×): 2018, 2019, 2021

### Sportschießen
- Gründung der Abteilung: 1928
- Anzahl der Titel: 10
  - Griechische Meisterschaften Mannschaft (9 ×): 1960, 1964, 1982, 1983, 1984, 1989, 1990, 1991, 2022, 2023

### Tischtennis
- Gründung der Abteilung: 1924
- Anzahl der Titel: 46
  - Herren (37):
    - ETTU Europe Trophy (1 ×): 2024
    - Griechische Meisterschaften Mannschaftswertung (11 ×): 1951, 1952, 1955, 1956, 1959, 1960, 1961, 1962, 1966, 1968, 1975
    - Griechische Pokalsieger (3 ×): 1965, 1966, 1969
    - Attika-Meisterschaft (2 ×): 1970, 1975
    - Attika-Pokal (3 ×): 2018, 2022, 2023
    - Athener Stadtmeisterschaft (8 ×): 1958, 1959, 1960, 1961, 1962, 1963, 1964, 1968
    - Athener Stadtpokal (9 ×): 1973, 1974, 1975, 1976, 1977, 1978, 1979, 1982, 1983

  - Damen (9):
    - ETTU Europe Trophy (1 ×): 2022
    - Griechische Meisterschaften Mannschaftswertung (3 ×): 1972, 1973, 1974
    - Griechische Pokalsieger (2 ×): 1972, 2022
    - Athener Stadtpokal (3 ×): 1973, 1974, 1976

### Volleyball
- Gründung der Abteilung: 1919 (Herren), 1969 (Damen)
- Anzahl der Titel: 65
  - Männer (33):
    - Griechischer Meister (21 ×): 1963, 1965, 1966, 1967, 1970, 1971, 1972, 1973, 1975, 1977, 1982, 1984, 1985, 1986, 1995, 1996, 2004, 2006, 2020, 2022, 2025
    - Griechischer Pokalsieger (6 ×): 1982, 1984, 1985, 2007, 2008, 2010
    - Griechischer Ligacup (4 ×): 2020, 2022, 2023, 2024
    - Griechischer Supercup (2 ×): 2006, 2022

  - Frauen (32):
    - Griechischer Meister (26 ×): 1971, 1972, 1973, 1977, 1978, 1979, 1982, 1983, 1985, 1988, 1990, 1991, 1992, 1993, 1998, 2000, 2005, 2006, 2007, 2008, 2009, 2010, 2011, 2022, 2023, 2024
    - Griechischer Pokalsieger (6 ×): 2005, 2006, 2008, 2009, 2010, 2022

### Wasserball
- Gründung der Abteilung: 1933 (Herren), 1988–1994 (Damen)

#### Geschichte

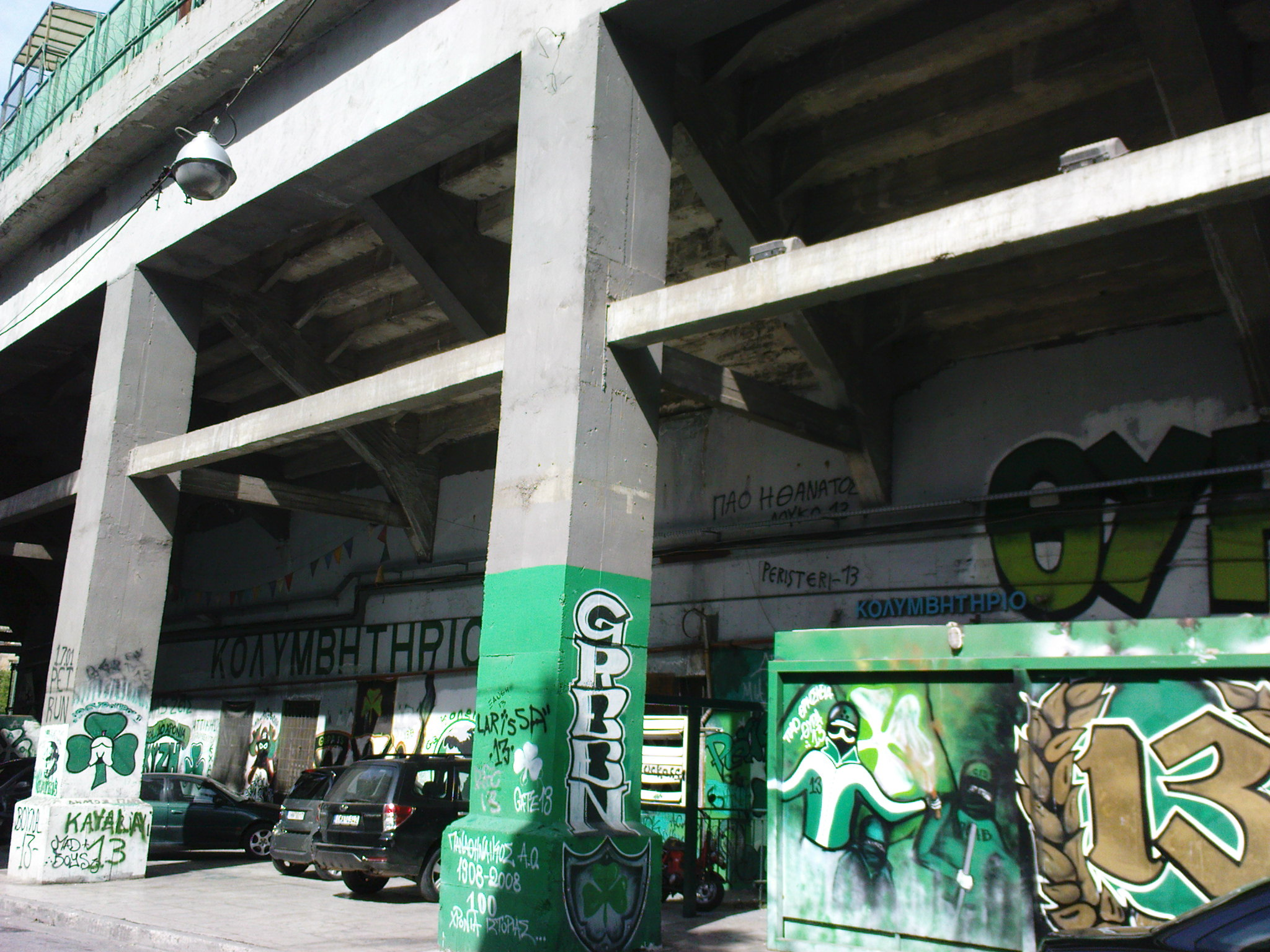
Eingang des Schwimmbads unterhalb der Gate 13

Panathinaikos Wasserballabteilung wurde 1933 gegründet musste jedoch bereits drei Jahre später ihren Betrieb einstellen. Grund hierfür war das Fehlen eines für den Spiel- und Trainingsbetrieb geeigneten Schwimmbeckens. 1950 begann der Verein mit dem Bau eines eigenen Schwimmbads an der Leoforos Alexandras, welches sich noch heute unterhalb der Westkurve des Apostolos-Nikolaidis-Stadions befindet.
Zu einer erneuten Aufnahme aller Tätigkeiten der Wasserballabteilung kam es 1959 mit der Teilnahme des Vereins in der dritten griechischen Liga. In den folgenden Saisons sicherte sich Panathinaikos stets den Aufstieg in die darüber liegende Spielklasse, so dass der Verein ab 1962 wieder in der höchsten griechischen Liga vertreten war.
In den anschließenden Jahren schaffte es Panathinaikos sich in der nationalen Spitze zu etablieren und erreichte in den Jahren 1963, 1966, 1967, 1971, 1972, 1973 und 1974 den jeweils dritten Platz der Meisterschaft. Nach einem kurzzeitigen Abstieg in die zweite Liga erreichte Panathinaikos 2011 erneut den dritten Platz und qualifizierte sich infolgedessen erstmals für die LEN Champions League. Dort schaffte es der Verein die erste Qualifikationsrunde zu überstehen und sich für die erste Gruppenphase zu qualifizieren. Nachdem der Verein als Tabellenletzter der zweiten Gruppenphase aus dem laufenden Wettbewerb ausgeschieden war, nahm er am LEN Euro Cup teil. Im Euro Cup erreichte Panathinaikos das Achtelfinale, wo er schließlich nach zwei Spielen und einem Gesamttorestand von 20-21 knapp gegen den Lokalrivalen Panionios Athen ausschied.
2015 erreichte Panathinaikos die Vizemeisterschaft und damit seinen größten nationalen Erfolg. In der gleichen Saison erreichte der Verein erstmals das Finale um den griechischen Vereinspokal. Die besten Ergebnisse, die Panathinaikos zuvor vorzuweisen hatte, waren die Halbfinalteilnahmen 1984, 1985, 2002, 2009, 2010, 2011 und 2012. Obwohl die Wasserballabteilung von Panathinaikos zu den geschichtsträchtigsten des Vereins gehört gelang ihr bisher noch kein Titelgewinn.

#### Spielstätte
Seine Heimspiele trägt Panathinaikos in Goudi Aquatic Center aus.

#### Bekannte Spieler
- Georgios Afroudakis
- Dmitri Apanassenko
- Georgios Reppas
- Dimitrios Skoumpakis
- Dimitrios Seletopoulos

### Wasserspringen
- Anzahl der Titel: 9
  - Griechische Meisterschaften Gesamtwertung (8 ×): 1969, 1972, 1975, 2015, 2016, 2017, 2023, 2024, 2025

## 100+1 Bedeutende Panathinaikos Akteure
Im Juli 2009 wurde von der Sportzeitung I Prasini eine Umfrage zur Auszeichnung der 100 bedeutendsten Persönlichkeiten für die ersten 100 Jahre in der Vereinsgeschichte von Panathinaikos durchgeführt. Nicht zur Wahl stand der Gründer des Vereins Giorgos Kalafatis.
| Platz | Nationalität | Name                               | Tätigkeit                               |
| ----- | ------------ | ---------------------------------- | --------------------------------------- |
| 1     | Griechenland | Fragiskos Alvertis                 | Basketballspieler                       |
| 2     | Polen        | Krzysztof Warzycha                 | Fußballspieler                          |
| 3     | Griechenland | Pavlos Giannakopoulos              | Funktionär                              |
| 4     | Griechenland | Dimitrios Domazos                  | Fußballspieler                          |
| 5     | Griechenland | Athanassios Giannakopoulos         | Funktionär                              |
| 6     | Serbien      | Željko Obradović                   | Basketballtrainer                       |
| 7     | Griechenland | Dimitrios Saravakos                | Fußballspieler                          |
| 8     | Griechenland | Konstantinos Mavridis              | Fußballspieler                          |
| 9     | Griechenland | Dimitrios Kossovas                 | Ringer                                  |
| 10    | Griechenland | Georgios Vardinogiannis            | Funktionär                              |
| 11    | Griechenland | Ioannis Zavradinos                 | Funktionär                              |
| 12    | Griechenland | Dimitrios Diamantidis              | Basketballspieler                       |
| 13    | Griechenland | Panagiotis Filakouris              | Fußballspieler                          |
| 14    | Ungarn       | Ferenc Puskás                      | Fußballtrainer                          |
| 15    | Griechenland | Dimitrios Itoudis                  | Basketballtrainer                       |
| 16    | Griechenland | Antonis Antoniadis                 | Fußballspieler                          |
| 17    | Griechenland | Apostolos Kontos                   | Basketballspieler                       |
| 18    | Griechenland | Georgios Karagounis                | Fußballspieler                          |
| 19    | Griechenland | Michalis Georgantis                | Volleyballspieler                       |
| 20    | Griechenland | Panagiotis Ikonomopoulos           | Fußballspieler                          |
| 21    | Argentinien  | Juan Ramón Rocha                   | Fußballspieler und – trainer            |
| 22    | Griechenland | Dimitrios & Ioannis Chatzisarantos | Fechter                                 |
| 23    | Griechenland | Apostolos Nikolaidis               | Funktionär                              |
| 24    | Griechenland | Antonios Mantzavelakis             | Funktionär                              |
| 25    | Griechenland | Ioannis Kirastas                   | Fußballspieler und -trainer             |
| 26    | Griechenland | Ioannis Malakates                  | Funktionär                              |
| 27    | Griechenland | Nikolaos Liberopoulos              | Fußballspieler                          |
| 28    | Serbien      | Dejan Bodiroga                     | Basketballspieler                       |
| 29    | Griechenland | Angelos Messaris                   | Fußballspieler                          |
| 30    | Griechenland | Evangelos Panakis                  | Fußballspieler                          |
| 31    | Kroatien     | Stojko Vranković                   | Basketballspieler                       |
| 32    | Griechenland | Takis Loukanidis                   | Fußballspieler                          |
| 33    | Griechenland | Michalis Voutsaras                 | Fußballspieler                          |
| 34    | Griechenland | Georgios Kasidokastas              | Schwimmer                               |
| 35    | Griechenland | Ruxi Dumitrescu                    | Volleyballspielerin                     |
| 36    | Ungarn       | Stefan Bobek                       | Fußballtrainer                          |
| 37    | Polen        | Józef Wandzik                      | Fußballspieler                          |
| 38    | Kroatien     | Velimir Zajec                      | Fußballspieler, -trainer und Funktionär |
| 39    | Griechenland | Ioannis Papaantoniou               | Fußballspieler                          |
| 40    | Danemark     | René Henriksen                     | Fußballspieler                          |
| 41    | Griechenland | Georgios Kolokithas                | Basketballspieler                       |
| 42    | Griechenland | Ioannis Diakogiannis               | Journalist                              |
| 43    | Griechenland | Christos Papanikolaou              | Leichtathlet                            |
| 44    | Griechenland | Georgios Vasilakopoulos            | Basketballspieler                       |
| 45    | Griechenland | Georgios Dogas                     | Journalist                              |
| 46    | Griechenland | Georgios Tsochas                   | Funktionär                              |
| 47    | Griechenland | Nikos Galis                        | Basketballspieler                       |
| 48    | Griechenland | Ioannis Goumas                     | Fußballspieler                          |
| 49    | Griechenland | Vasilios Konstantinou              | Fußballspieler                          |
| 50    | Griechenland | Maria Louka                        | Tischtennisspielerin                    |

| Platz | Nationalität       | Name                      | Tätigkeit                        |
| ----- | ------------------ | ------------------------- | -------------------------------- |
| 51    | Griechenland       | Liveris Andritsos         | Basketballspieler                |
| 52    | Griechenland       | Loukas Panourgias         | Fußballspieler                   |
| 53    | Griechenland       | Michalis Kitsios          | Funktionär                       |
| 54    | Griechenland       | Ioannis Moatsos           | Funktionär                       |
| 55    | Griechenland       | Konstantinos Andritsos    | Fußballspieler                   |
| 56    | Vereinigte Staaten | Dominique Wilkins         | Basketballspieler                |
| 57    | Griechenland       | Ioannis Kalitzakis        | Fußballspieler                   |
| 58    | Vereinigte Staaten | Michael Batiste           | Basketballspieler                |
| 59    | Griechenland       | Christos Dimopoulos       | Fußballspieler                   |
| 60    | Griechenland       | Panagiotis Koroneos       | Basketballspieler                |
| 61    | Griechenland       | Nikolaos Kourkoulos       | Schauspieler                     |
| 62    | Griechenland       | Antonios Fotsis           | Basketballspieler                |
| 63    | Griechenland       | Dimitrios Andreopoulos    | Fußballspieler                   |
| 64    | Griechenland       | Konstantinos Linoxilakis  | Fußballspieler                   |
| 65    | Griechenland       | Anastasios Stefanou       | Funktionär                       |
| 66    | Griechenland       | Panikos Chrisostomou      | Schwimmer                        |
| 67    | Kroatien           | Ivica Osim                | Fußballtrainer                   |
| 68    | Argentinien        | Juan José Borrelli        | Fußballspieler                   |
| 69    | Griechenland       | Diamantis Pateras         | Funktionär                       |
| 70    | Griechenland       | Roulis Agrapidakis        | Volleyballspieler                |
| 71    | Griechenland       | Dimitrios Gontikas        | Volleyballspieler und Funktionär |
| 72    | Griechenland       | Zacharias Pitichoutis     | Fußballspieler                   |
| 73    | Griechenland       | Konstantinos Priftis      | Tischtennisspieler               |
| 74    | Griechenland       | Adamantos Triantafillis   | Fußballspieler                   |
| 75    | Griechenland       | Ioannis Kampadellis       | Leichtathlet                     |
| 76    | Griechenland       | Georgios Vlachos          | Fußballspieler                   |
| 77    | Griechenland       | Gavrilos Gazis            | Fußballspieler                   |
| 78    | Griechenland       | Vasilios Daniil           | Fußballtrainer                   |
| 79    | Griechenland       | Konstantinos Eleftherakis | Fußballspieler                   |
| 80    | Griechenland       | Charis Grammos            | Fußballspieler                   |
| 81    | Griechenland       | Christos Iakovou          | Gewichtheber                     |
| 82    | Griechenland       | Aristidis Kamaras         | Fußballspieler                   |
| 83    | Griechenland       | Georgios Moireas          | Funktionär                       |
| 84    | Griechenland       | Angelos Basinas           | Fußballspieler                   |
| 85    | Griechenland       | Andreas Mpergeles         | Volleyballspieler                |
| 86    | Griechenland       | Parthena Nikolaidou       | Basketballspielerin              |
| 87    | Griechenland       | Michalis Papazoglou       | Funktionär                       |
| 88    | Griechenland       | Nikolaos Tzounakos        | Fußballspieler                   |
| 89    | Rumänien           | Mia Mitsi                 | Volleyballspielerin              |
| 90    | Griechenland       | Sotirios Pantaleon        | Volleyballspieler                |
| 91    | Griechenland       | Sotirios Angelopoulos     | Fußballspieler                   |
| 92    | Griechenland       | Konstantinos Antoniou     | Fußballspieler und Funktionär    |
| 93    | Polen              | Emmanuel Olisadebe        | Fußballspieler                   |
| 94    | Vereinigte Staaten | Edgar Jones               | Basketballspieler                |
| 95    | Russland           | Dmitri Apanassenko        | Wasserballspieler                |
| 96    | Griechenland       | Marios Marinakos          | Fußballspieler                   |
| 97    | Ukraine            | Juri Filippow             | Volleyballspieler                |
| 98    | Griechenland       | Ignatios Psillakis        | Sportschütze                     |
| 99    | Griechenland       | Sofia Angelaki            | Volleyballspielerin              |
| 100   | Griechenland       | Efstratios Apostolakis    | Fußballspieler                   |